# Dhrumella
Dhrumella es un género de foraminífero bentónico de la subfamilia Pseudochoffatellinae, de la familia Cyclamminidae, de la superfamilia Loftusioidea, del suborden Loftusiina y del orden Loftusiida. Su especie tipo es Dhrumella evoluta. Su rango cronoestratigráfico abarca el Bathoniense (Jurásico medio).

## Discusión
Clasificaciones previas incluían Dhrumella en el suborden Textulariina del orden Textulariida o en el orden Lituolida.

## Clasificación
Dhrumella incluye a la siguiente especie:
- Dhrumella evoluta